# The Greatest Songs Ever Written (By Us!)
The Greatest Songs Ever Written (By Us!) es un disco de grandes éxitos de NOFX, donde repasan los mejores sencillos de su carrera desde 1983 hasta 2004. La banda hace un pequeño paréntesis con Fat Wreck Chords para lanzar este recopilatorio con Epitaph, mítico sello discográfico de punk rock con quienes trabajaron durante 12 años.
La única canción inédita de este disco es "Wore Out The Soles Of My Party Boots".

## Listado de canciones
1. "Dinosaurs Will Die"
2. "Linoleum"
3. "Bob"
4. "The Separation of Church And Skate"
5. "Murder the Government"
6. "Bleeding Heart Disease"
7. "Bottles To The Ground"
8. "180 Degrees"
9. "Party Enema"
10. "What's The Matter With Kids Today"
11. "Reeko"
12. "Stickin In My Eye"
13. "All Outta Angst"
14. "Leave It Alone"
15. "Green Corn"
16. "The Longest Line"
17. "Thank God It's Monday"
18. "The Idiots Are Taking Over"
19. "Don't Call Me White"
20. "Day To Daze"
21. "Soul Doubt"
22. "Philthy Phil Philanthropist"
23. "Shut Up Already"
24. "It's My Job To Keep Punk Rock Elite"
25. "Franco Un-American"
26. "Kill All The White Man"
27. "Wore Out The Soles Of My Party Boots"

- Datos: Q2260319